# 尼加拉瓜社会党
尼加拉瓜社会党（西班牙語：Partido Socialista Nicaragüense，缩写为），又译尼加拉瓜社会主义党，是尼加拉瓜的一个左翼政党。该党成立于1925年，原名尼加拉瓜共产党，1943年改为现名。在索摩查家族专制统治时期，该党一直在秘密条件下进行反对军事独裁的斗争。1959年初，该党同一些反索摩查组织共同建立革命联盟。1967年，该党发生分裂，以埃利·阿尔塔米拉诺为首的一派另组社会主义工人党。1970年曾同独立自由党、基督教社会党等建立全国反对派联盟。1974年参加解放民主联盟。1978年后相继参加了反对派广泛阵线、人民团结爱国运动和全国爱国阵线，并支持桑地诺民族解放阵线，许多党员加入了桑地诺民族解放阵线的队伍。1979年索摩查政权被推翻后合法化，有代表参加国务委员会。1982年7月，该党“十二大”决议指出，目前的首要任务是捍卫桑地诺人民革命的成果，长远目标是建立社会主义制度。1990年，该党加入全国反对派联盟。苏联解体后，该党放弃马克思列宁主义意识形态。